# Gabriella Windsor
Gabriella Marina Alexandra Ophelia Kingston (antes do casamento: Windsor; Londres, 23 de abril de 1981) é uma jornalista inglesa que assina como Ella Windsor. Ela é um membro da família real britânica, sendo a 57.ª na linha de sucessão ao trono britânico.

## Biografia

### Família
Lady Gabriella nasceu em 23 de abril de 1981 no Hospital de St. Mary, em Londres. Ela é a segunda filha, única menina, do príncipe Michael de Kent, primo-irmão da rainha Elizabeth II, e da baronesa Marie-Christine von Reibnit, mais conhecida como "Princesa Michael de Kent". Ela ter um irmão mais velho, Lorde Frederick Windsor, nascido em 1979. Em família, é chamada de Ella. Ela foi batizada em 8 de junho de 1981 na Capela Real do Palácio de St. James, em Londres. Seus padrinhos foram o rei Constantino II da Grécia, o príncipe Mariano Hugo de Windisch-Graetz, Marina Ogilvy, a marquesa de Douro e lady Elizabeth Shakerley.

### Educação e carreira
Ela foi educada na Godstowe School e na Downe House School, em Cold Ash, Berkshire. Em maio de 2004, Gabriella se formou na Universidade Brown, nos EUA, em Literatura Comparada e Estudos Hispânicos. Em 2012, ela obteve o título de Mestre em Antropologia Social pela Universidade de Oxford.
Lady Gabriella trabalha como escritora e editora colaboradora. Ela contribui para a The London Magazine, entre outras publicações.
Ela é diretora do conselho da Playing for Change Foundation, uma organização global sem fins lucrativos de educação musical e artística. Ela trabalhou com empresas latino-americanas depois de morar na região, ensinando inglês no Rio de Janeiro, Brasil, e produzindo eventos musicais em Buenos Aires, Argentina. Ela realizou um projeto de pesquisa com El Colegio del Cuerpo na Colômbia. Ela também trabalhou para a marca Branding Latin America como diretora de artes e viagens.
Em 2024, ela ajudou a Princesa de Gales a planejar o concerto anual Together at Christmas Carols na Abadia de Westminster.

### Relacionamentos
Entre 2000 e 2003, namorou o jornalista britânico-americano Aatish Ali Taseer. Os dois se conheceram quando ela era estudante de graduação na Brown University e ele se formou no Amherst College, trabalhando para a revista Time dos Estados Unidos. Em 2018, ele escreveu um artigo polêmico o sobre seu relacionamento com Gabriella Windsor e a família real britânica para a revista Vanity Fair. 

### Casamento
Em setembro de 2018, o Palácio de Buckingham anunciou o noivado de Gabriella Windsor com Thomas Kingston, nascido em 22 de junho de 1978 em Evesham, Worcestershire, diretor de uma empresa financeira para empresas emergentes e filho do advogado William Martin Kingston e de Jill Mary Bache. Foi revelado que Thomas e Gabriella ficaram noivos na Ilha de Sark no Canal da Mancha em agosto de 2018, um mês antes do anúncio oficial do palácio. O casamento deles aconteceu em 18 de maio de 2019 na Capela de São Jorge no Castelo de Windsor, na presença da rainha Elizabeth II e do duque de Edimburgo. Em especial, no dia do casamento, ela usou uma tiara que pertenceu à sua avó paterna, a princesa Marina.
Thomas Kingston, morreu em 25 de fevereiro de 2024, aos 45 anos, num anexo da residência dos seus pais em Cotswolds, Gloucestershire. Um inquérito no Tribunal de Justiça de Gloucestershire concluiu que Thomas Kingston morreu devido a um "traumatismo cranioencefálico" e uma arma foi encontrada perto de seu corpo em um prédio fora da casa de seus pais. A polícia concluiu que foi um suicídio não premeditado, provocado por uma reação adversa a um medicamento antidepressivo. O funeral privado teve lugar na Capela Real do Palácio de St. James, em dia 12 de março de 2024.